# Bowling klub Trešnjevka Zagreb
Bowling klub "Trešnjevka" (BK "Trešnjevka"; Trešnjevka Zagreb; Trešnjevka) je bowling klub iz Zagreba, Republika Hrvatska. 
 
Klub se natječe redovito u "Hrvatskoj bowling ligi". 

## O klubu
Klub je osnovan 3. lipnja 1976. kao Bowling klub "Ericsson Nikola Tesla" (također i kao Bowling klub "Nikola Tesla"), te je najdugovječniji aktivni i jedan od vodećih hrvatskih bowling klubova. Uz sudjelovanje u hrvatskim bowling mnatjecanjima, klub se redovito natjecao i u slovenskoj bowling ligi i drugim natjecanjima, s obzirom na veću popularnost bowlinga u Sloveniji. 
 
Klub je 1. rujna 2011. godine promijenio ime u Bowling klub "Trešnjevka".

## Uspjesi

### Ekipno
(nepotpun popis) 
Hrvatska liga
- prvak: 1998./99., 2018./19., 2019./20.
- doprvak: 1999./2000., 2017./18.

Kup Hrvatske
- pobjednik: 2016., 2018., 2019.

### Po disciplinama (pojedinačno)
(nepotpun popis) 
Prvenstvo Hrvatske za petorke
- prvak: 1992., 1996., 1999., 2000., 2008., 2014., 2019.
- doprvak: 1998.

## Poznati igrači
- Zoran Banjac
- Damir Brnić
- Miše Mrkonjić
- Ljubomir Špiljar
- Zdravko Raškaj
- Albert Šimunić
- Ozren Zec

## Vanjske poveznice
- Bowling klub Trešnjevka, facebook stranica
- kuglanje.hr, Bowling klub Trešnjevka - 820006
- zg-kuglanje.hr, Vijesti iz bowlinga
- sportilus.com, BOWLING KLUB TREŠNJEVKA ZAGREB